# Carlo van Ulft
Carlo van Ulft (Venlo, 1961) is een Nederlands organist, beiaardier en dirigent.

## Jeugd en opleiding
Van Ulft ging na zijn middelbareschooltijd (op het Venlose Thomascollege) naar het Conservatorium Maastricht waar hij zowel akoestisch als elektronisch orgel leerde spelen. Daar studeerde hij in 1986 af. In de tussentijd, in 1983 en 1984 volgde hij eveneens beiaardlessen op de beiaardschool Mechelen van Jef Denyn.

## Werkzaamheden

### Beiaardier
Tijdens zijn studie aan het conservatorium was Van Ulft beiaardier in de Venlose Sint-Josephkerk van 1979 tot 1997 en stadsbeiaardier van Venlo in de Sint-Martinuskerk. Daarnaast was hij stadsbeiaardier in Hilvarenbeek van 1993 tot 1997, in Son van 1987 tot 1997 en in Roermond van 1989 tot 1997.

### Andere functies
In 1989 werd hij tevens dirigent in de Venlose Sint-Josephkerk tot 1997. Ook ging hij in 1984 na zijn tweejarige studie aan de beiaardierschool Mechelen als faculteitslid bij diezelfde school aan de slag. Daar werkte hij tot 1997.
In 1997 vertrok hij naar de Verenigde Staten, waar hij aanvankelijk concerten gaf in verschillende kerken. In dezelfde tijd begon hij als dirigent/beiaardier aan het carillon van Centralia (Illinois), waar hij nog steeds werkt. Een jaar later werd hij daarnaast adjunct aan de faculteit van het carillon aan het Principia College in Elsah, Illinois. In 1999 ging hij tevens werken als organist van de Saint Lawrence Catholic Church in Greenville (Illinois). Daar bleef hij tien jaar werkzaam. In 2009 werd hij tevens organist van de Saint Paul Lutheraanse kerk in Hamel (Illinois). Ook daar werkt hij tot op heden. In 2015 werd hij beiaardier op het Thomas Rees Memorial Carillon in Springfield in Illinois.

## Eigen school
In 2012 richtte hij de North American Carillon School (kortweg NACS) op, met als doel om jong talent op te leiden tot beiaardier.

## Andere werkzaamheden
Naast zijn werk als musicus is Van Ulft actief als jurylid bij verschillende Nederlandse, Amerikaanse en internationale beiaardwedstrijden. Tevens verzorgt hij in zowel Europa als Amerika gastconcerten voor beiaard en orgel.

## Erkenning
In 1993 kreeg Van Ulft van de Universiteit van Californië - Berkeley de Berkeley-medaille voor "distinguished service to the carillon".

## Muziek opcd
Nederlandse uitgaves
- 1990: Variaties voor beiaard, "Op een thema van Paganini"
- 1990: Suite voor beiaard, "Jan de Mulder"
- 1998: Cloch'art[10]

Amerikaanse uitgaves
- Spanish Dances, Op. 12 (2 discs)
- Annie Polka
- Sonata de Clarines
- Bolero
- Largo (Arioso) from Keyboard Concerto No.5 in F Minor
- Salon Music
- Marches
- Tangos
- La Donna e Mobile and Caro Nome (from Rigoletto)
- Christmas Carols VIII
- Entry of the Gladiators
- Trish Trash Polka
- Two Funeral Marches for Carillon
- Adagio
- Three John Denver Songs
- Lullabies for Carillon
- Tangos volume II
- Scherzo in Bflat Major[11]